# Сквер Героїв підпільників (Таганрог)
47°12′59″ пн. ш. 38°55′21″ сх. д. / 47.216501° пн. ш. 38.922441° сх. д.

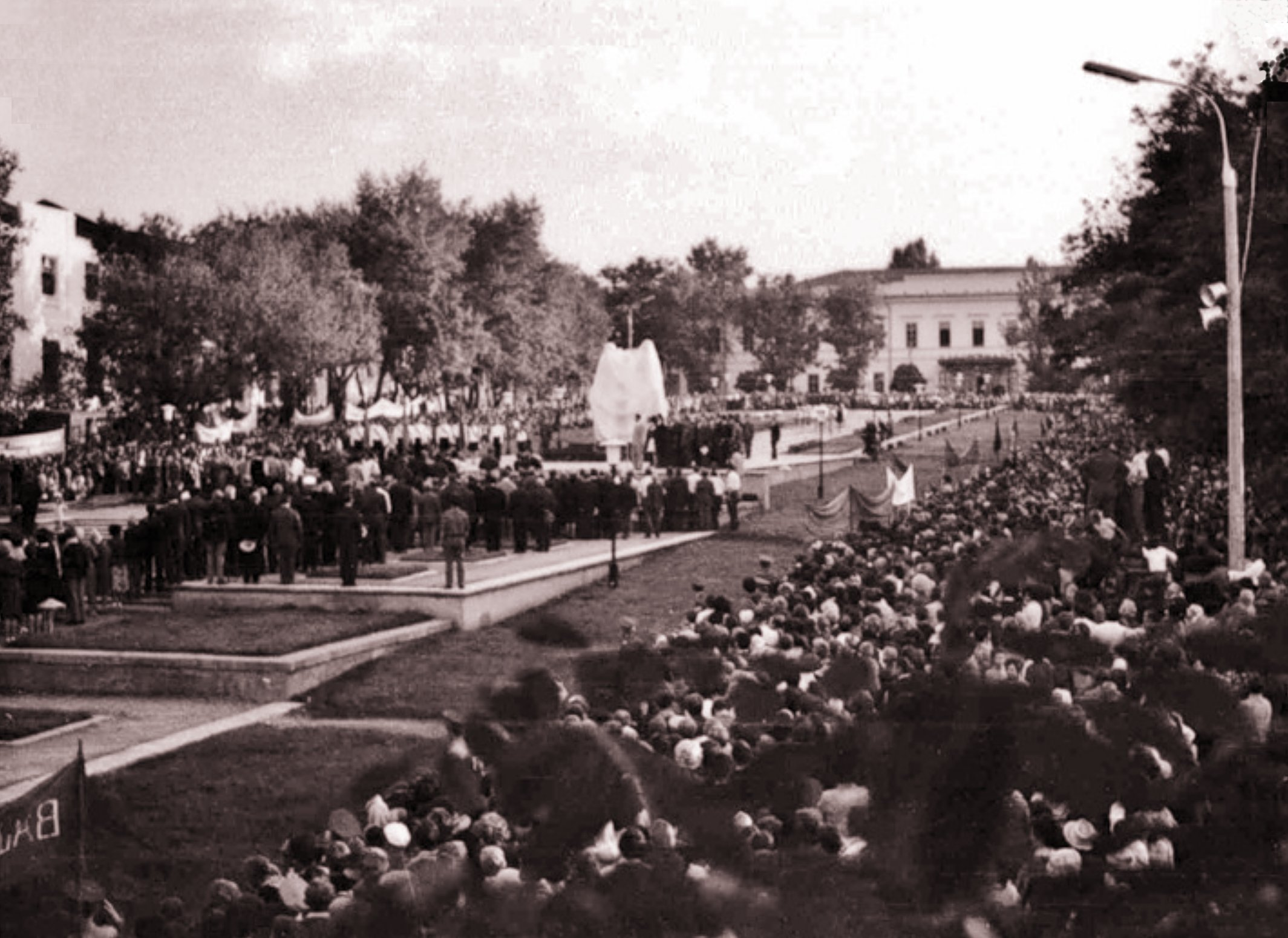
Сквер Героїв підпільників у 1973 році

Сквер Героїв підпільників  (рос. Сквер Героев подпольщиков)  — сквер, розташований на провулку Спартаковскому у місті Таганрозі Ростовської області.

## Історія
Історичні документи зберегли інформацію, датовану 1806 роком, згідно з якою барон Балтазар Балтазарович Кампенгаузен говорив, що в місті не вистачає навчальних закладів, в яких могло б отримувати освіту підростаюче покоління. У тому ж році було вирішено відкрити в Таганрозі гімназію, яка стала першою гімназією на півдні Росії. Згідно з перспективним планом розвитку Таганрога, сучасний Кампенгаузенский провулок повинен був стати центральним елементом всього міського планування. Але втілити задумані ідеї завадило розташування гімназії якраз на цій ділянці в будинку, що належить градоначальнику.
Під час окупації Таганрога загинули багато учасників таганрозького підпілля. У середині 1960-х років було прийнято рішення увічнити пам'ять про них. На місці передбачуваного монумента в сквері з'явилася меморіальна дошка, і лише згодом — пам'ятник. Організація встановлення скульптури почалася в 1972 році. У серпні 1973 року пам'ятник був готовий і встановлений в сквері, який в честь пам'ятки таганрозьким підпільникам «Клятва юності» з часом став називатися сквером Героїв підпільників.